# Пастернак Петро Степанович
Петро Степанович Пастернак — український науковець, професор, лісівник, академік екологічної АН України.

## Біографія
Петро Степанович Пастернак народився 23 лютого 1925 року у м. Сквира на Київщині в родині селянина. На початку Другої Світової війни 17-річним юнаком, не закінчивши школу, пішов на фронт і брав участь у бойових діях на Північному Кавказі. Після демобілізації у 1946 році П. С. Пастернак вступає до лісогосподарського факультету Київського лісогосподарського інституту, який закінчує з відзнакою 1950 року та вступає до аспірантури Інституту лісу Академії наук України. Закінчивши аспірантуру, працював молодшим, а потім-старшим науковим співробітником Інституту лісівництва (з 1955 року - Інститут лісу) АН України, до об'єднання цього Інституту в 1956 році з Українським науково-дослідним інститутом лісового господарства та агролісомеліорації (УкрНДІЛГА). У 1956 році П. С. Пастернака призначено директором Закарпатської лісової науково-дослідної станції (ЛНДС) УкрНДІЛГА. Тоді розпочався плідний, наповнений творчою атмосферою період у житті станції. За порівняно короткий час Закарпатська ЛДС стала важливим науково-дослідним закладом з питань лісової науки у Карпатському регіоні. Працюючи в Карпатському регіоні, Петро Степанович був одним із ініціаторів створення в Івано-Франківську Карпатської філії Українського науково-дослідного інституту лісового господарства та агролісомеліорації. У 1964 році він став її першим директором. За невеликий період часу було обладнано сучасні лабораторії, прийнято на роботу висококваліфікованих та енергійних, переважно молодих співробітників. У філіалі було виконано багато важливих завдань: розроблено ефективні способи та технології експлуатації лісів у горах; встановлено причини катастрофічних вітровалів і буреломів та розроблено заходи з їх запобігання; складено типи лісових культур на базі механізації трудомістких робіт; узагальнено дослідження з біологічного кругообігу поживних речовин. Під його керівництвом швидко підвищився рівень філіалу-до самостійного наукового закладу. Тепер це — Український науково-дослідний інститут гірського лісівництва імені П. С. Пастернака. У серпні 1968 року Петра Степановича призначено директором УкрНДІЛГА. Відтоді почався новий, надзвичайно відповідальний етап у його житті-керівництво лісовою наукою в Україні. Значно активізувалася в цей період робота дослідної мережі інституту в різних регіонах, розширилися зв'язки з зарубіжними спеціалістами зі Швеції, Фінляндії та інших країн.
1976 року Петро Степанович створив в УкрНДІЛГА лабораторію екології лісу, де під його науковим керівництвом були проведені значні роботи зі створення стаціонарів для дослідження стійкості лісових екосистем при різних типах аеротехногенного забруднення у різних природно-кліматичних зонах України: Полісся, Лісостеп, Степ, Прикарпаття.
Помер П. С. Пастернак 10 січня 1994 року у м. Харкові.

## Сім'я
Старший син Тарас — кандидат біологічних наук, працює у Німеччині, у Фрайбургському університеті імені Альберта і Людвіга за спеціальністю молекулярна біологія та генна інженерія. Молодший син Володимир — доктор сільськогосподарських наук, працює в лабораторії моніторингу і сертифікації лісів УкрНДІЛГА на посаді провідного наукового співробітника.

## Наукова діяльність
Після призначення директором Закарпатської ЛНДС основну увагу Петро Степанович приділяв вирішенню проблем відтворення й підвищення продуктивності лісів Карпат. Ним запропоновано нові методи створення лісових насаджень на еродованих схилах Карпат, розроблено критерії для розмежування типів лісорослинних умов і типів лісу. Наукові дослідження Петра Степановича зосереджуються на проблемах відтворення лісів Карпат, підвищення їхньої продуктивності та стійкості. У результаті вивчення впливу рубок головного користування на стан лісових ґрунтів, визначення особливостей біологічного колообігу речовин у системі «ліс-грунт» були запропоновані методи залісення еродованих схилів Карпат. Завдяки цим розробкам було проведено масові роботи із залісення кам'янистих розсипів у горах. Вивчення теоретичних питань ґрунтоутворення в лісах, встановлення зв'язків між типами ґрунтів і продуктивністю лісів дало можливість розробити класифікацію лісових ґрунтів Українських Карпат, на базі якої проведено ґрунтово-типологічне обстеження лісового фонду.
Однією з перших великих проблем, якою багато років займався П. С. Пастернак, було вивчення взаємовідносин деревних порід у різних типах лісу. Він розглядав ці процеси із широких загальнобіологічних позицій, відзначаючи що взаємовідносини деревних порід є дуже важливими. Вчений підкреслював, що визначальними для них є екологічні взаємозвязки-конкуренція за ресурси середовища-світло, вологу, елементи живлення. П. С. Пастернак детально проаналізував ріст найбільш типових мішаних природних і штучних насаджень основних деревних порід у Карпатах. Він показав, що взаємодії головних деревних порід, бука і ялини, залежить від клімату і режиму вологості та багатства ґрунтів. Результати досліджень взаємодії деревних порід використані вченим як теоретична база під час розв'язання питань створення стійких і високопродуктивних лісових культур. Ці матеріали викладено в монографії «Лісові культури в Карпатах».
Більшість лісотипологічних розробок професора П. С. Пастернака базувалась на ідеях і пропозиціях академіка П. С. Погребняка, найближчим учнем і сподвижником якого він був. Одна з перших узагальнюючих наукових праць Петра Степановича з типології лісів була присвячена смерековим лісам Карпат, які він вивчав, працюючи на Закарпатській лісовій дослідній станції. Ця робота стала складовою невеликої за обсягом, але місткої за змістом монографії про типи лісів Закарпаття, добре відомої як науковцям, так і практикам. Із притаманною йому ясністю викладання, Петро Степанович повів характеристику восьми типів смерекових лісів Закарпаття, вказав їхні діагностичні ознаки, умови місця зростання, характер поширення, запропонував залежно від цільового призначення лісів лісогосподарські заходи в них.
Згодом П. С. Пастернак продовжив дослідження лісу і лісових ґрунтів практично в усіх лісорослинних зонах України. Працював з великим колективом лісотипологів та фахівцями суміжних наук, збагачував їх своїми знаннями і сам черпав від них досвід і знання типів лісу. Наслідком цього стали узагальнюючі праці, у яких значно поглиблено закономірності формування типів лісу з позицій української лісоекологічної школи.
Нові виклики, які постали тоді перед лісівничою наукою, були пов'язані із збільшенням антропогенного пресу на довкілля та підтримка екологічних функцій лісу. Працюючи директором УкрНДІЛГА, Петро Степанович зосередив головну увагу на вивченні екологічної ролі лісів, їх стабілізуючого значення в охороні навколишнього середовища. Під його безпосереднім керівництвом були організовані масштабні дослідження з вивчення впливу промислових викидів в атмосферу на стан лісів у різних природніх зонах, досліджувалось роль лісу у збереженні чистоти річок, озер, інших водних об'єктів, розпочалися дослідження з моніторингу лісів України.
Багаторічні дослідження динаміки стану лісових екосистем, оцінка ступеня їх пошкодження залежно від характеру аеротехногенного забруднення, видів фітотоксикантів та їх концентрації у атмосферних опадах і грунтах дозволили розробити систему лісогосподарських заходів щодо підвищення стійкості лісових насаджень до техногенного забруднення атмосфери. Для основних типів лісу було визначено асортимент стійких до промислових викидів деревних і чагарникових порід, які можуть бути використані при лісовідновленні, лісорозведенні, а також озелененні місробіт де елітебних територій в умовах забруднення сполуками сірки та азоту, цементним пилом і важкими металами. Розроблено типи лісових культур та агротехніка їх створення в залежності від ґрунтово-кліматичних умов, визначенні інтенсивність і технологія рубок догляду, санітарних рубок різної інтенсивності диференційованого до природних зон України. Вивчена можливість підвищення стійкості соснових насаджень до фітотоксикантів шляхом застосування мінеральних добрив та мікроелементів. На прикладі типових джерел найпоширеніших фітотоксикантів проведено дослідження з проблеми екологічного нормування навантажень, що є необхідним для зниження аеротехногенного пресу на ліси та запобігання лісогосподарським збиткам. Проведені у лабораторії екології лісу дослідження переконливо довели, що ефективним засобом захисту водойми від забруднення поверхневим стоком є створення на водозборі лісових насаджень. У результаті їх меліоративного впливу на формування і поглинання поверхневого стоку є переведення поверхневого стоку у ґрунтовий значно зменшуються обсяги забрудненого стоку з сільськогосподарських угідь у водойми. Були визначені нормативи оптимальної і мінімальної водоохоронної лісистості водозбору малих і середніх річок, а також кількісні показники очікуваних змін річкового стоку при різній лісистості, складі та розміщенню лісонасаджень по території водозбору. Було встановлено, що під впливом лісових смуг і насаджень винесення біогенних елементів із сільськогосподарських земель зменшується: азоту в 2, 5-7 разів, фосфору-в 5, 5-32 рази.
З перших днів Чорнобильської катастрофи під керівництвом П. С. Пастернака розгорнулися дослідження лісів у тих регіонах України, що зазнали радіоактивного впливу. Результати досліджень дали можливість оцінити характер розподілу радіонуклідів у лісових екосистемах, визначити шляхи їх міграції, ухвалити рішення з режиму господарювання на територіях з різною щільністю радіаційного забруднення. На закладених під керівництвом П. С. Пастернака дослідницьких об'єктах дотепер проводяться науково-дослідні роботи. Накопичений досвід дозволив розробити перші «Тимчасові рекомендації з введення лісового господарства в умовах радіоактивного забруднення» (1988). Основні положення цього документа з доповненнями і уточненнями діють і нині. Наукові праці П. С. Пастернака, в яких аналізуються наслідки аварії на Чорнобильській АЕС для лісів, є одними з перших робіт де обґрунтовується система ведення лісового господарства на територіях, забруднених радіонуклідами.
На посаді директора УкрНДІЛГА Петро Степанович проявив себе як талановитий організатор лісівничої науки в Україні, який доклав багато зусиль для розвитку лісових наукових досліджень, зміцнення лісодослідної бази, він гармонійно поєднував теоретичні розробки і практичні аспекти наукових досліджень. Під його керівництвом та безпосередній участі було розроблене лісорослинне і лісогосподарське районування України, природньо-господарське районування лісових ґрунтів, районування за небезпекою забруднення природних вод стоками з сільськогосподарських угідь, інструкція з масштабного обстеження і картографування лісового фонду, критерії оцінки стану лісових екосистем при нормуванні аеротехногенного забруднення зовнішнього середовища, кадастр типів лісу у зв'язку з промисловим забрудненням.
Велику увагу П. С. Пастернак приділив підготовці наукових кадрів, створив власну школу лісівників-екологів, під його керівництвом понад 30 науковців захистили кандидатські дисертації.

## Наукові праці
Петро Степанович опублікував понад 280 наукових праць, під його редагуванням вийшли у світ близько 80 наукових збірників, монографій. За його участі підготовлено і видано низку наукових монографій, які мають важливе значення для практичного застосування у лісовому господарстві: «Посібник Карпатського лісівника» (1980) «Довідник з агролісомеліорації» (1988) «Справочник лесовода» (1990).

## Нагороди
За значні заслуги П. С. Пастернак нагороджений орденами та медалями, у 1979 році йому було присвоєно почесне звання «Заслужений лісівник України», у 1985 він нагороджений Почесною грамотою Верховної ради України, у лютому 1993 обраний академіком Української Екологічної Академії Наук України.